# 夏克青
夏克青（1958年5月—），男，北京人，中国流体力学家，现任南方科技大学力学与航空航天工程系讲席教授。中国科学院院士。